# Fotbalový Klub Dukla Praha 2011-2012
Questa voce raccoglie le informazioni riguardanti il Fotbalový Klub Dukla Praha nelle competizioni ufficiali della stagione 2011-2012.

## Organico

### Rosa
| N. |                      | Ruolo | Calciatore        |
| -- | -------------------- | ----- | ----------------- |
| 1  | Rep. Ceca (bandiera) | P     | Filip Rada        |
| 2  | Rep. Ceca (bandiera) | D     | Michal Šmíd       |
| 3  | Rep. Ceca (bandiera) | D     | Ondřej Švejdík    |
| 4  | Rep. Ceca (bandiera) | D     | Tomáš Pospíšil    |
| 5  | Rep. Ceca (bandiera) | C     | Marek Hanousek    |
| 6  | Rep. Ceca (bandiera) | D     | Pavel Hašek       |
| 7  | Serbia (bandiera)    | A     | Miroslav Markovič |
| 8  | Rep. Ceca (bandiera) | A     | Jan Pázler        |
| 9  | Rep. Ceca (bandiera) | D     | Jan Vorel         |
| 10 | Rep. Ceca (bandiera) | C     | Miroslav Podrazký |
| 12 | Rep. Ceca (bandiera) | C     | Matěj Marič       |
| 13 | Rep. Ceca (bandiera) | C     | Tomáš Berger      |
| 14 | Rep. Ceca (bandiera) | C     | Patrik Gedeon     |

| N. |                       | Ruolo | Calciatore        |
| -- | --------------------- | ----- | ----------------- |
| 16 | Rep. Ceca (bandiera)  | C     | Vojtěch Engelmann |
| 17 | Rep. Ceca (bandiera)  | C     | Patrik Svoboda    |
| 19 | Rep. Ceca (bandiera)  | C     | Ondřej Šiml       |
| 20 | Rep. Ceca (bandiera)  | A     | Josef Marek       |
| 21 | Rep. Ceca (bandiera)  | A     | Jan Svatonský     |
| 22 | Croazia (bandiera)    | D     | Tomislav Božić    |
| 23 | Rep. Ceca (bandiera)  | D     | Ondřej Vrzal      |
| 24 | Rep. Ceca (bandiera)  | C     | Petr Malý         |
| 25 | Rep. Ceca (bandiera)  | A     | Jakub Sklenář     |
| 26 | Rep. Ceca (bandiera)  | D     | David Mikula      |
| 29 | Rep. Ceca (bandiera)  | P     | Patrik Sobek      |
| 30 | Slovacchia (bandiera) | P     | Tomáš Kučera      |
| 39 | Slovacchia (bandiera) | A     | Ivan Lietava      |